# Platja de l'Aluet
La platja de l'Aluet és una platja natural del municipi d'Amposta (Montsià), situada al Parc Natural del Delta de l'Ebre. Està delimitada a l'extrem esquerre amb el canal de l'Estany de la Tancada, que la separa de la platja dels Eucaliptus, i a l'extrem dret amb la barra del Trabucador. Té una longitud de 1.823 metres i una amplada mitjana de 113 metres, formada per sorra fina i mitjana. És una zona de pas, sense serveis. Hi ha aparcament.
Aluet significa 'el riuet' en àrab. El nom prové de que antigament l'Ebre desembocava per la zona que actualment es coneix com a Riet Vell i la bassa de la Platjola. Aquesta boca va ser molt activa entre els segles VI i X i va ser la responsable de la formació de la platja de l'Aluet, la barra del Trabucador i la punta de la Banya.